# Прва савезна лига Југославије у фудбалу 1989/90.
а
Прва савезна лига Југославије у фудбалу 1989/90. била је највиши ранг фудбалског такмичења у Југославији 1989/90. године. И шездесетдруга сезона по реду у којој се организовало првенство Југославије у фудбалу. Шампион је постала Црвена звезда из Београда, освојивши своју седамнаесту шампионску титулу.
У овом првенству важило је правило да се у случају нерешеног резултата у мечу приступи извођењу једанаестераца, а један бод се додељивао тиму који на овај начин добије меч.

## Преглед сезоне
Пред почетак сезоне, поново је уведен утакмица Суперкупа између прошлогодишњег првака Војводине и освајача купа Партизана. Утакмица је одиграна у Новом Саду и побједник је био Партизан после извођења једанаестераца (5:3, у регуларном дијелу 2:2).
Црвеној звезди су даване највеће шансе за освајање првенства. У тим су са одслужења војног рока стигли Дејан Савићевић и Дарко Панчев, а у јесењем дијелу сезоне право наступа стекао је Миодраг Белодедић, после одслужене суспензије УЕФА.
Партизан је напустило десет играча: Драгољуб Брновић, Фадиљ Вокри, Небојша Вучићевић, Владислав Ђукић, Зоран Батровић, Борче Средојевић, Владимир Вермезовић и Милоња Ђукић. У екипу су се са одслужења војног рока из ЈНА вратили Милко Ђуровски и Горан Стевановић, доведени су Будимир Вујачић, Вујадин Станојковић, Милан Ђурђевић и Горан Пандуровић, а Предраг Мијатовић је доведен у зимском прелазном року. Између двије утакмице Купа побједника купова против Селтика (први меч игран у Мостару због суспензије стадиона ЈНА након пожара у утакмици Купа УЕФА против Роме) и након пораза у вечитом дербију у 7. колу и губитка пенал бода у 8. колу против Динама, тренер Момчило Вукотић је поднио оставку, а нови тренер је постао његов замјеник Иван Голац. Са Голцем као тренером Партизан је усвојио офанзивну игру, па до 30. кола није забиљежио ниједан неријешен резултат, уз 13 побједа и 9 пораза. Након пораза у 30. колу, Голац је поднио оставку, а клуб је до краја сезоне водио Ненад Бјековић. Партизан је до краја сезоне везао 3 побједе и у посљедњем колу након освајања пенал-бода против Радничког освојио 4. мјесто и, захваљујући суспензији Хајдука из европских такмичења, мјесто у Купу УЕФА следеће сезоне.
Због Свјетског првенства 1990. два кола јесењег дијела сезоне играна су крајем децембра. На половини првенства прво мјесто на табели је држао Динамо. Након зимске паузе, екипа Црвене звезде је пролећни дио сезоне одиграла без пораза, са 11 побједа и 3 неријешене утакмице. Црвена звезда је преузела 1. мјесто на табели у 26. колу, а осигурала титулу првака након побједе над Вележом 3:0 у Мостару у 6. маја 1990.
Утакмица Сарајево-Динамо је 25. априла 1990. прекинута при резултату 1:0 за Сарајево, пошто је полувремену погођен главни судија Зоран Петровић, због чега је сусрет најприје прекинут, а потом регистрован службеним резултатом 3:0 у корист Динама. Сарајево је сезону на претпосљедњем мјесту на табели, па је требало да испадне у Другу лигу. Сарајево се жалило, па је одлуком Арбитражног суда наложено поновно одигравање ове утакмице. Поновљена утакмица је одиграна 31. јула 1990, седам дана прије почетка нове сезоне. Сарајево је славило са 1:0 и спасило се испадања из прве лиге, али је сад Вележ дошао у ситуацију да испадне као претпоследњи на табели па је направљен компромис и само је једна екипа испала и Вележ је остао па се идуће сезоне такмичило 19 екипа.
Два кола касније, 13. маја 1990. у сусрету другопласираног Динама и новог првака Црвене звезде на стадиону Максимир догодили су се немири између Бед блу бојса (навијача Динама из Загреба) и Делија (навијача Црвене звезде Београд). Инцидент се догодио само неколико недеља након првих вишестраначких избора у Хрватској на којима су странке које се залажу за хрватску независност освојиле већину гласова. У нередима је рањено преко шездесет људи, укључујући неке избодене, упуцане или отроване сузавцем. Утакмица је регистрована службеним резултатом 3:0 у корист Црвене звезде, a Звонимир Бобан је кажњен вишемјесечном суспензијом због ударања милиционера.
Црвена звезда је постигла 76 голова (не рачунајући 3 гола додељених службеним резултатом због неодигране утакмице на Максимиру), чиме је за један погодак поправила свој (и Динамов) рекорд у броју датих голова у лиги са 18 клубова. Дарко Панчев је био најбољи стрелац шампионата са 25 погодака. Црвена звезда је освојила највише бодова и као домаћини и као гости. Тренер Драгослав Шекуларац је на крају сезоне поднио оставку, пошто не би могао да води Црвену звезду у Купу европских шампиона због суспензије од 7 утакмица након елиминације Црвене звезде у Купу УЕФА од Келна.

## Табела
| Место | Клуб                | мечева | победа | нерешених | pobeda u nerešenim | пораза | дати голови | примљени голови | гол разлика | бодова |
| ----- | ------------------- | ------ | ------ | --------- | ------------------ | ------ | ----------- | --------------- | ----------- | ------ |
| 1     | Црвена звезда       | 34     | 24     | 5         | 3                  | 5      | 79          | 29              | +50         | 51     |
| 2     | НК Динамо Загреб    | 34     | 16     | 11        | 8                  | 7      | 53          | 25              | +28         | 40     |
| 3     | Хајдук Сплит        | 34     | 18     | 3         | 2                  | 13     | 50          | 35              | +15         | 38     |
| 4     | Партизан            | 34     | 18     | 4         | 1                  | 12     | 51          | 42              | +9          | 37     |
| 5     | Рад                 | 34     | 16     | 6         | 4                  | 12     | 41          | 31              | +10         | 36     |
| 6     | Ријека              | 34     | 14     | 6         | 5                  | 14     | 29          | 35              | -6          | 33     |
| 7     | Жељезничар Сарајево | 34     | 14     | 6         | 4                  | 14     | 37          | 40              | -3          | 32     |
| 8     | Олимпија Љубљана    | 34     | 14     | 6         | 4                  | 14     | 49          | 40              | +9          | 30     |
| 9     | Слобода Тузла       | 34     | 15     | 4         | 0                  | 15     | 43          | 46              | -3          | 30     |
| 10    | Будућност Титоград  | 34     | 13     | 8         | 3                  | 13     | 30          | 35              | -5          | 29     |
| 11    | Војводина           | 34     | 13     | 6         | 3                  | 15     | 43          | 51              | -8          | 29     |
| 12    | Спартак Суботица    | 34     | 12     | 6         | 4                  | 16     | 28          | 40              | -12         | 28     |
| 13    | Сарајево            | 34     | 13     | 4         | 1                  | 17     | 46          | 49              | -3          | 27     |
| 14    | Борац Бања Лука     | 34     | 12     | 7         | 3                  | 15     | 28          | 40              | -12         | 27     |
| 15    | Раднички Ниш        | 34     | 12     | 8         | 2                  | 14     | 42          | 48              | -6          | 26     |
| 16    | Осијек              | 34     | 12     | 4         | 2                  | 18     | 28          | 47              | -19         | 26     |
| 17    | Вележ Мостар        | 34     | 11     | 6         | 3                  | 17     | 38          | 51              | -14         | 25     |
| 18    | Вардар Скопље       | 34     | 8      | 2         | 1                  | 24     | 33          | 64              | -31         | 17     |
| -     | Земун               | -      | -      | -         | -                  | -      | -           | -               | -           | -      |
| -     | Пролетер Зрењанин   | -      | -      | -         | -                  | -      | -           | -               | -           | -      |

Najbolji strelac: Darko Pančev (Црвена звезда) - 25 golova
|  | Куп европских шампиона   |
|  | Куп УЕФА                 |
|  | Куп победника купова     |
|  | испали у другу лигу      |
|  | пласирали се у прву лигу |

Хајдук је био кажњен двогодишњом суспензијом од стране УЕФА због бацања сузавца на утакмици Купа УЕФА из 1987. против Олимпика, па је Партизан пријављен за Куп УЕФА следеће сезоне.

## Најбољи стрелци
| Ред | Играч             | Клуб          | Голови |
| --- | ----------------- | ------------- | ------ |
| 1   | Дарко Панчев      | Црвена звезда | 25     |
| 2   | Мехо Кодро        | Вележ         | 18     |
| 3   | Јосип Вишњић      | Раднички Ниш  | 16     |
| 4   | Аљоша Асановић    | Хајдук        | 14     |
| 5   | Бобан Божовић     | Сарајево      | 13     |
| 6   | Давор Шукер       | Динамо Загреб | 12     |
| 6   | Ален Бокшић       | Хајдук        | 12     |
| 6   | Динко Врабац      | Олимпија      | 12     |
| 9   | Синиша Михајловић | Војводина     | 11     |
| 9   | Жељко Ивановић    | Слобода       | 11     |

## Састави екипа
| Екипа            | Играчи | Тренер                                      |
| ---------------- | --- | ------------------------------------------- |
| Црвена звезда    | Дарко Панчев (32/25), Драган Стојковић (31/10), Роберт Просинечки (31/5), Душко Радиновић (29/2), Илија Најдоски (29/1), Драги Канатларовски (29/1), Стеван Стојановић (29/0), Слободан Маровић (27/2), Дејан Савићевић (25/10), Владан Лукић (25/10), Влада Стошић (24/4), Митар Мркела (22/2), Горан Јурић (21/0), Зоран Вујовић (15/0), Миодраг Белодедић (14/1), Милош Дризић (11/1), Рефик Шабанаџовић (10/0), Звонко Милојевић (4/0), Славољуб Јанковић (2/0), Зоран Павловић (2/0), Зоран Димитријевић (1/0), Иван Аџић (1/0), Владимир Југовић (1/0) | Драгослав Шекуларац                         |
| Динамо           | Жељко Цупан (30), Младен Младеновић (29/10), Андреј Панадић (29/4), Дражен Ладић (29), Давор Шукер (28/12), Мухамед Прељевић (27), Звонимир Бобан (23/9), Кујтим Шаља (21/8), Дражен Бесек (21/1), Дамир Лесјак (20/1), Славко Иштванић (17/1), Звонко Липовац (16), Вјекослав Шкрињар (15), Владо Чапљић (14), Игор Цвитановић (10/5), Зоран Шкерјанц (8/2), Миодраг Ђурђевић (8), Недељко Топић (8), Стјепан Деверић (7), Дражен Бобан (7), Драженко Прскало (6), Станислав Комочар (5), Давор Матић (5), Дражен Бишкуп (4), Фабијан Комљеновић (4), Миралем Ибрахимовић (3), Дубравко Павличић (3), Ален Петернац (3), Зоран Мамић (1), Џевад Турковић (1) | Јосип Куже                                  |
| Хајдук           | Иван Пудар (33), Аљоша Асановић (31/14), Драгутин Челић (31/5), Роберт Јарни (31/2), Никола Јеркан (31/1), Ален Бокшић (27/12), Славен Билић (27/3), Горан Вучевић (26/4), Јошко Јеличић (26/2), Бернард Барњак (23/4), Дарко Дражић (23), Звијездан Пејовић (19), Дамир Јурковић (17), Раде Тошић (15), Мили Хаџиабдић (13), Гргица Ковач (12/1), Мирко Михић (11), Игор Штимац (10), Драги Сетинов (7), Стјепан Андријашевић (6/1), Ненад Грачан (6/1), Марин Лалић (3), Марио Новаковић (2), Младен Пралија (1), Роберт Владиславић (1) | Лука Перузовић                              |
| Партизан         | Горан Богдановић (30/3), Предраг Спасић (29/2), Горан Милојевић (28/7), Гордан Петрић (27/3), Вујадин Станојковић (27/2), Будимир Вујачић (27/2), Милан Ђурђевић (26/9), Слађан Шћеповић (26/2), Фахрудин Омеровић (26), Милко Ђуровски (23/10), Милинко Пантић (22/2), Дарко Миланич (18), Александар Ђорђевић (16/1), Предраг Мијатовић (15/1), Милорад Бајовић (13/3), Горан Стевановић (13/1), Миодраг Бајовић (13), Милоје Кљајевић (12), Дејан Јоксимовић (11/3), Јовица Колб (11), Бајро Жупић (11), Горан Пандуровић (8), Слободан Милетић (4), Горан Јевтић (2), Дејан Марковић (1), Милан Тепић (1) | Момчило Вукотић, Иван Голац, Ненад Бјековић |
| Рад              | Чедомир Ђоинчевић (32/2), Мирослав Ђукић (31/1), Милан Ђуровић (31/1), Душко Влаисављевић (30/1), Драгослав Дубајић (27/3), Саша Недељковић (26/3), Горан Ивановић (25/1), Јован Савић (24), Мирослав Стевић (22/1), Душан Ајдер (19/4), Владимир Југовић (16/7), Љубиша Милојевић (16/3), Фахредин Дурак (16/2), Дарко Несторовић (15/3), Љубинко Друловић (14/3), Радоман Грбовић (14/1), Мирсад Мусић (14/1), Ђорђе Васић (14/1), Жељко Цицовић (10), Драган Аничић (8/1), Недим Тутић (7), Тони Анастасовски (6/1), Горан Аћимовић (6), Стевица Кузмановски (3), Зоран Манојловић (3), Ненад Ставрић (3), Харун Иса (2), Славиша Рајовић (2) | Драган Гуглета                              |
| Ријека           | Зоран Вујчић (33/9), Тончи Габрић (32), Раде Вешовић (29/1), Саша Першон (29), Миро Стипић (27/1), Младен Ромић (26/1), Душан Кљајић (26), Елвис Сцориа (25/1), Роберто Палиска (24/1), Бранко Драгутиновић (23), Казимир Вулић (22/3), Фадиљ Мурићи (22), Суад Беширевић (18/3), Роберт Рубчић (16/1), Фабијан Комљеновић (15/4), Матијаж Флоријанчич (12), Иван Куртовић (11/1), Дубравко Павличић (9/1), Валди Шумберац (8), Давид Сабадин (7), Предраг Валенчић (7), Џевдет Мурићи (2), Неџад Курузовић (1), Драган Скочић (1), Данијел Шарић (1), Мирослав Жгањер (1) | Владимир Курузовић                          |
| Жељезничар       | Исмет Штилић (32), Синиша Николић (29/5), Никола Никић (27/6), Драган Шкрба (27), Јасминко Велић (24/3), Срећко Илић (24/1), Горан Јуришић (24), Симо Крунић (23/1), Витомир Милошевић (22), Един Хаџиалагић (20/3), Амар Осим (19/2), Ратко Нинковић (17), Гордан Видовић (16/3), Суад Катана (14), Владо Комшић (14), Марио Станић (14), Зоран Слишковић (11/4), Милан Павловић (11/1), Раде Богдановић (10/1), Новица Гајић (10/1), Един Ћурић (9/2), Жељко Павловић (6), Горан Гутаљ (5/2), Младен Јанковић (4), Предраг Вукотић (4) Турусковић 3, Харис Алихоџић (2), Фахрудин Витешкић (2), Сеад Капетановић (1/1) | Мишо Смајловић                              |
| Олимпија         | Динко Врабац (34/12), Миле Тешић (31/3), Јанез Пате (30/10), Џони Новак (30/2), Милоња Ђукић (28/9), Иво Шепаровић (26/2), Грегор Жидан (26/2), Примож Глиха (24/4), Јединко Перица (23), Алеш Чех (20/1), Роберт Енгларо (20), Дамир Врабац (19/2), Гордан Мохор (19), Драган Зечевић (18/2), Горан Марић (15), Ненад Подгајски (13), Алфред Јерманиш (12), Зоран Убавич (10), Петер Амершек (7), Саша Штрбац (7), Изудин Дервић (6), Силвестер Шток (6), Младен Муњаковић (4), Јанез Ирголич (2), Владо Милошевић (1) |                                             |
| Слобода          | Екрем Ибрић (33/1), Зоран Милошевић (31/6), Денис Садиковић (31/1), Митар Лукић (29/2), Нихад Шуловић (28/1), Жељко Ивановић (27/11), Мустафа Пешталић (25), Предраг Јовановић (24/9), Асиф Шарић (22/3), Томо Мркић (22/1), Благоје Радовановић (21/1), Адемир Смајловић (19/3), Цвијан Милошевић (16/3), Мухамед Коњић (13), Неџад Верлашевић (12/1), Драгослав Костић (12), Азем Зилкић (12), Душан Пилиповић (10), Невзет Хасанбашић (8), Горан Милошевић (8), Наил Беширевић (7), Зоран Чогурић (7), Мидхат Мемишевић (2), Златан Налић (1), Мухамед Тахировић (1) |                                             |
| Будућност        | Бранко Брновић (33/6), Драгоје Лековић (33), Бошко Татар (32/2), Славко Влаховић (32), Жељко Јановић (28/6), Маринко Миротић (27), Жељко Лековић (25), Миодраг Божовић (23), Горан Станисављевић (22/1), Дејан Вукићевић (22), Младен Мирочевић (20/2), Жељко Петровић (20/1), Срђан Дмитровић (17), Предраг Мијатовић (13/4), Дејан Лукић (11/1), Ниша Савељић (11/1), Веселин Аџић (10), Жарко Драгаш (7/3), Дарко Мугоша (7/1), Ђуро Мијушковић (6/1), Саша Шкара (6), Срђан Головић (5), Миодраг Гардашевић (4), Слободан Шћепановић (2/2), Миодраг Радуловић (2), Небојша Шћепановић (2), Златко Костић (1/1), Јован Драгашевић (1), Радисав Драгићевић (1), Анто Дробњак (1), Бранислав Ђукановић (1), Славољуб Јанковић (1), Зоран Мијовић (1), Младен Перовић (1), Саша Петровић (1) |                                             |
| Војводина        | Мирослав Тањга (33/4), Жељко Дакић (32/7), Чедомир Марас (31), Љубомир Воркапић (30/8), Славиша Јокановић (30/6), Драган Гаћеша (29), Синиша Михајловић (28/11), Горан Карталија (27), Драган Пунишић (26/1), Мирослав Алексић (22/4), Радослав Никодијевић (21), Ристо Павић (17/1), Никола Вукославчевић (16), Стеван Миловац (15), Гојко Тривић (14/1), Петар Шкорић (11), Зоран Хајдић (8), Јово Босанчић (7), Душан Мијић (7), Зоран Милосављевић (7), Милош Шестић (6), Вукоје Зиројевић (6), Ивица Вуков (4), Горан Ћурко (3), Адмир Шарчевић (3), Зоран Мијуцић (2), Дејан Кускински (1) | Љупко Петровић                              |
| Спартак Суботица | Зоран Варводић (34), Антал Пухалак (31/9), Муслија Рамовић (31/3), Божидар Станковић (29), Миле Урошевић (28/5), Драган Рељић (22/3), Раденко Матичић (22), Зоран Арсић (21/1), Милан Стегњајић (19/2), Ненад Масловар 17), Игор Пејовић 17), Горан Луковић 16/1), Рудолф Рафаи (15), Гојко Тривић (15), Дејан Антонић (14), Дејан Миловановић (13/1), Венцеслав Симоновски 13), Гојко Алексић (12), Драшко Танасић (11/1), Милован Јевтић (11), Мирослав Јакшић (11), Драган Тешановић (6), Јосип Дулић (5/2), Жељко Бајчета (5), Милан Милановић (5), Атила Сабадош (2), Звездан Ћосић (1) |                                             |
| Сарајево         | Бобан Божовић (31/13), Дане Купрешанин (31/9), Вејсил Варупа (30), Игор Лазић (29/3), Милош Недић (28/2), Срђан Бајић (27), Дејан Раичковић (27), Миодраг Ћирковић (26/1), Зоран Љубичић (19), Драгослав Вукадин (17), Горан Ковачевић (16/4), Енвер Лугушић (14), Хусреф Мусемић (13/6), Фрањо Вулета (13/3), Един Омановић (12), Исмет Мулавдић (11), Ристо Видаковић (11), Хуџеин Геца (10), Горан Шљивић (10), Нермин Вазда (9), Александар Гузина (8), Денијал Пурковић (7/2), Харис Јагањац (7/1), Суад Ровчанин (7), Давор Јаковљевић (6), Суад Голубић (3), Хајрудин Чардаклија (2) | Ибро Биоградлић                             |
| Борац Бања Лука  | Алмир Мемић (30), Анте Мише (29/5), Дамир Шпица (29/2), Стојан Малбашић (29/1), Божур Матејић (28/3), Милорад Билбија (28), Анто Јаковљевић (28), Жељко Бувач (26/3), Франко Богдан (26), Горан Алар (25/6), Бошко Анић (25/2), Амир Дургутовић (24/2), Марин Галић (24/1), Владица Лемић (24), Веселин Ковачевић (21), Зоран Батровић (8/2), Алмир филиповић (6), Слободан Каралић (6), Марио Матаја (5), Саша Главаш (4), Драгослав Софиљ (2), Здравко Баришић (1), Фуад Шашиваревић (1) | Станко Поклеповић                           |
| Раднички Ниш     | Јосип Вишњић (33/16), Ненад Јакшић (33), Зоран Милошевић (33), Горан Антић (30/9), Александар Кузмановић (27), Завиша Пејић (26), Миодраг Момчиловић (24), Александар Момировић (24), Дејан Петковић (21/2), Драган Мтровић (21), Горан Стојиљковић (20/8), Дејан Лукић (16/1), Саша Мркић (15), Радојица Цвејић (13/2), Слободан Антонијевић (13/1), Милисав Манојловић (12/2), Благоја Кулевски (12), Дарко Жарић (11), Слободан Милетић (10/1), Милан Тепић (8), Драган Радосављевић (6), Драган Манојловић (5), Слободан Димовски (4), Мирослав Николић (3), Зоран Банковић (2), Бобан Ристић (2), Милан Димовски (1), Жарко Стојановски (1), Дејан Вељковић (1), Драгољуб Живадиновић (1)                                                                                               |                                             |
| Осијек           | Мирослав Житњак (32), Синиша Кончаловић (31/1), Миљенко Милићевић (31), Драган Лепињица (30/5), Миленко Вукчевић (30/5), Милан Јанковић (29/4), Горан Радојевић (27/6), Томислав Штајнбрикнер (27/3), Милан Маричић (27), Жељко Пакасин (25/1), Бранко Шерић (25/1), Мидхат Глухачевић (18/1), Јасмин Синановић (15), Алојз Лукић (14), Ивица Дуспара (14), ивица Владимир (11), Мирослав Бићанић (10), Горан Јерковић (8/1), Горан Скелеџић (8), Роберт Шпехар (8), Ален Петровић (4), Игнац Крешић (3), Марко Краљевић (1), Саша Мишковић (1), Илица Перић (1), Роберт Певник (1), Дражен Подунавац (1), Горан Влаовић (1), Синиша Врањеш (1) | Ивица Грња                                  |
| Вележ Мостар     | Вукашин Петрановић (32), Мехо Кодро (31/18), Бакир Беширевић (31/5), Емир Туфек (31), Никола Јокишић (28/2), Ибро Рахимић (28), Златко Далић (24/1), Веселин Ђурасовић (24), Срђан Чолак (21), Исмет Шишић (20/1), Ахмед Госто (20), Зденко Једвај (19), Зијад Репак (18/3), Сеад Кајтаз (16/4), Владимир Гудељ (15/1), Дамир Черкић (14), Јошко Поповић (12/2), Мили Хаџиабдић (12), Дарко Бирјуков (9), Ненад Масловар (8), Сањин Пинтул (6), Драган Глоговац (5), Лука Рончевић (4), Дарко Маврак (2), Велибор Пудар (2), Ненад Чогурић (1), Сенад Главовић (1), Славен Муса (1) | Салем Халилхоџић                            |
| Вардар           | Томе Трајановски (33/4), Стојимир Урошевић (29/4), Јовче Џипунов (29/3), Мирко Спасевски (29/1), Зоран Трајчевски (25), Драган Бочевски (23/1), Љупчо Наумовски (23/1), Богољуб Ранђеловић (22/8), Милко Симовски (21/1), Сашо Тодоровски (20/4), Љупчо Марковски (18/2), Ацо Василевски (16), Бобан Бабунски (15/1), Момчило Грошев (15), Александар Стојановић (12/1), Јован Јовановски (12), Антонио Филевски (12), Бранко Беличев (10), Никола Филипов (9), Гујар Садики (7), Насер Синани (6/1), Коле Ангеловски (6), Трајче Георгијев (6), Ерол Демир (6), Зоран Паунов (5), Горан Стојановић (5), Милан Тодоровски (5), Саша Илић (3), Срђан Коцић (3), Јовица Анђелковић (2), Мирсад Јонуз (2), Зоран Бошковски (1), Сашо Галачев (1)                                                | Петар Шулинчевски, Методије Спасовски       |